# Lista siturilor arheologice din județul Alba - M
Lista siturilor arheologice din județul Alba - M conține toate siturile arheologice din județul Alba înscrise în Repertoriul Arheologic Național (RAN) și aflate în localități al căror nume începe cu litera M. RAN este administrat de Ministerul Culturii și Patrimoniului Național și cuprinde date științifice, cartografice, topografice, imagini și planuri, precum și orice alte informații privitoare la zonele cu potențial arheologic, studiate sau nu, încă existente sau dispărute.
Puteți căuta un sit din localitățile care încep cu litera M folosind formularul de mai jos sau puteți naviga prin toate siturile din județ la Lista siturilor arheologice din județul Alba.
| Cuprins                                                       |
| ------------------------------------------------------------- |
| Top - A B C D E F G H I J K L M N O P Q R S Ș T Ț U V W X Y Z |

| Cod RAN                               | Denumire | Localitate                                           | Adresă                         | Datare          | Descoperit | Coordonate | Imagine           | Erori            |
| ------------------------------------- | --- | ---------------------------------------------------- | ------------------------------ | --------------- | ---------- | ---------- | ----------------- | ---------------- |
| 5719.01.01 (Cod LMI: AB-I-s-B-00052)  | Așezarea neo-eneolitică de la Mihalț - "Măticuța" / ansamblu anonim (Categorie: locuire civilă) (Tip: Așezare)              | sat Mihalț, comuna Mihalț                            | Măticuța                       | Petrești        |            |            | Încărcați imagine | Raportați eroare |
| 5719.01.02 (Cod LMI: AB-I-s-B-00052)  | Așezarea neo-eneolitică de la Mihalț - "Măticuța" / ansamblu anonim (Categorie: locuire civilă) (Tip: Așezare)              | sat Mihalț, comuna Mihalț                            | Măticuța                       | Turdaș          |            |            | Încărcați imagine | Raportați eroare |
| 1044.01.01                            | Situl arheologic de la Micești - "Cigașe" / ansamblu anonim (Categorie: construcție) (Tip: Drum)                            | localitate componentă Micești, municipiul Alba Iulia | Cigașe                         | sec.II-IV       |            |            | Încărcați imagine | Raportați eroare |
| 1044.01.02                            | Situl arheologic de la Micești - "Cigașe" / ansamblu anonim (Categorie: construcție) (Tip: Așezare)                         | localitate componentă Micești, municipiul Alba Iulia | Cigașe                         |                 |            |            | Încărcați imagine | Raportați eroare |
| 1044.01.03                            | Situl arheologic de la Micești - "Cigașe" / ansamblu anonim (Categorie: construcție) (Tip: Așezare)                         | localitate componentă Micești, municipiul Alba Iulia | Cigașe                         |                 |            |            | Încărcați imagine | Raportați eroare |
| 4437.01.01 (Cod LMI: AB-II-m-A-00252) | Biserica ortodoxă "Sf. Paraschiva" din Mesentea / ansamblu anonim (Categorie: structură de cult/religioasă) (Tip: Biserică) | sat Mesentea, comuna Galda de Jos                    |                                | sec.XVII        |            |            | Încărcați imagine | Raportați eroare |
| 1428.01                               | Topor neolitic de la Mănărade (Categorie: descoperire izolată) (Tip: obiect izolat)                                         | sat Mănărade, municipiul Blaj                        |                                |                 |            |            | Încărcați imagine | Raportați eroare |
| 1259.01                               | Topor neolitic de la Măgina- Pârâul Ciușorului (Categorie: descoperire izolată) (Tip: obiect izolat)                        | localitate componentă Măgina, municipiul Aiud        | Pârâul Ciușorului              |                 |            |            | Încărcați imagine | Raportați eroare |
| 1847.01                               | Topor eneolitic de la Micoșlaca (Categorie: descoperire izolată) (Tip: obiect izolat)                                       | sat Micoșlaca, oraș Ocna Mureș                       | La Pădure                      |                 |            |            | Încărcați imagine | Raportați eroare |
| 6574.01                               | Situl arheologic de la Meșcreac- Hotar / ansamblu anonim (Categorie: locuire civilă) (Tip: Așezare)                         | sat Meșcreac, comuna Rădești                         | Hotar                          |                 |            |            | Încărcați imagine | Raportați eroare |
| 6574.01.02                            | Situl arheologic de la Meșcreac- Hotar / ansamblu anonim (Categorie: locuire civilă) (Tip: Mormânt)                         | sat Meșcreac, comuna Rădești                         | Hotar                          | Bodrogkeresztur |            |            | Încărcați imagine | Raportați eroare |
| 5719.02.01                            | Așezări eneolitice la Mihalț- Obrela / ansamblu anonim (Categorie: locuire civilă) (Tip: Așezare)                           | sat Mihalț, comuna Mihalț                            | Obreja, Cânepi, Tăul lui Filip | Petrești        |            |            | Încărcați imagine | Raportați eroare |
| 5050.01                               | Topor neolitic de la Modolești (Categorie: descoperire izolată) (Tip: obiect izolat)                                        | sat Modolești, comuna Ântregalde                     |                                |                 |            |            | Încărcați imagine | Raportați eroare |
| 5764.01.01                            | Așezări neo-eneolitice la Mirăslău / ansamblu anonim (Categorie: locuire civilă) (Tip: Așezare)                             | sat Mirăslău, comuna Mirăslău                        |                                |                 |            |            | Încărcați imagine | Raportați eroare |
| 5764.01.02                            | Așezări neo-eneolitice la Mirăslău / ansamblu anonim (Categorie: locuire civilă) (Tip: Așezare)                             | sat Mirăslău, comuna Mirăslău                        |                                |                 |            |            | Încărcați imagine | Raportați eroare |
| 5461.01.01                            | Așezarea eneolitică de la Mușca / ansamblu anonim (Categorie: locuire civilă) (Tip: Așezare)                                | sat Mușca, comuna Lupșa                              |                                |                 |            |            | Încărcați imagine | Raportați eroare |
| 5586.01.01                            | Situl arheologic de la Meteș - "La Peștera" / ansamblu anonim (Categorie: locuire civilă) (Tip: locuire)                    | sat Meteș, comuna Meteș                              | La Peștera                     | Coțofeni        |            |            | Încărcați imagine | Raportați eroare |
| 5586.01.02                            | Situl arheologic de la Meteș - "La Peștera" / ansamblu anonim (Categorie: locuire civilă) (Tip: Necropolă)                  | sat Meteș, comuna Meteș                              | La Peștera                     | Șoimuș          |            |            | Încărcați imagine | Raportați eroare |